# Стохастичність
Стохастичність (від грец. στόχος [стохос] — припущення, здогад) означає випадковість. Стохастичні системи потрібні для введення та використання в фізичних системах, де ми не впевнені в значенні вимірюваних параметрів. В теорії ймовірності, стохастична система має один стан, який визначається випадковим чином та має випадковий розподіл ймовірностей або шаблон, завдяки якому може бути проведений статистичний аналіз, але результат не може бути передбаченим точно. У зв'язку з цим, він може бути класифікований як недетермінований (тобто, «випадковий»), таким чином подальший стан системи визначається як ймовірнісний. Стохастичні системи і процеси відіграють фундаментальну роль в математичних моделях явищ в багатьох галузях науки, техніки та економіки.

## Математична теорія
Використання терміна стохастичності починається з публікації 1917 р. Владислава Йосиповича Борткевича (1868—1931), що заснована на теорії ймовірності. Борткевич використовував її в сенсі прийняття гіпотези, як грецький термін, перенесений з часів давніх філософів, і після Якоба Бернуллі, що опублікував у своїй роботі 1713 р. з теорії ймовірностей.
У математиці, зокрема в теорії ймовірностей, поле випадкових процесів є основним напрямком досліджень.
Стохастична матриця є матрицею, яка має невід'ємні речові елементи, які дають у сумі в кожному з стовпців та рядків 1.

## Штучний інтелект
В галузі штучного інтелекту стохастичні програми працюють за допомогою ймовірнісних методів для вирішення проблем в імітації роботи стохастичних нейронних мереж, стохастичної оптимізації, генетичних алгоритмів і генетичного програмування. Сама проблема може бути стохастичною, в умовах планування невизначеності.

## Природничі науки
Один з найпростіших безперервний часом стохастичний процес — броунівський рух. Який було вперше виявлено ботаніком Робертом Брауном, коли той дивився у мікроскоп на пилкові зерна у воді.

### Фізика
Стохастичний метод Монте-Карло був популярним серед фізиків-дослідників Станіслава Улама, Енріко Фермі, Джона фон Неймана та багатьох інших. Назва методу походить від назви казино Монте-Карло в Монако, де дядько Улама запозичував гроші для гри. Використання випадковості і повторюваного характеру процесу аналогічні заходам, що проводяться в казино.
Випадкові методи розрахунку в експериментах (як правило, вважаються формами стохастичного моделювання) можливо ведуть до піонерів теорії ймовірностей (див., наприклад, голки Бюффона, і роботи на невеликих вибірках Вільяма Сілі Госсе), але більшість відносять до електронно-обчислювальної ери. Зазвичай описується форма моделювання Монте-Карло, для якого характерно те, що вона систематично «змінює» типовий режим моделювання, обробки детермінованих задач, спочатку знаходиться ймовірнісний аналог (див. імітації відпалу). Попередні методи моделювання і статистичної вибірки в цілому робили навпаки: за допомогою моделювання, спочатку перевіряли, зрозумівши проблему детермінованості. Хоча приклади «зверненого» підходу існують історично, вони не підпадають під загальний метод Монте-Карло.
Можливо, найвідоміше раннє використання було зроблено Енріко Фермі в 1930 році, коли він використовував випадковий метод розрахунку властивостей відкритого нейтрона. Методи Монте-Карло займають центральне місце в моделюванні, необхідних для Манхеттенського проекту, хоча були обмежені за обчислювальним засобам в той час. Таким чином, це сталося, електронно-обчислювальні машини були вперше побудовані (з 1945) і методом Монте-Карло стали вивчати глибину. У 1950 вони були використані в Лос-Аламосі на початку роботи, пов'язаної з розвитком водневої бомби, і стали популярним в галузі фізики, фізичної хімії та дослідження операцій. RAND Corporation і ВПС США були двома з основних організацій, відповідальних за фінансування та розповсюдження інформації про методи Монте-Карло протягом цього часу, і вони знайшли широке застосування в різних областях.
Використання метода Монте-Карло вимагає великої кількості випадкових чисел, тому це стимулювало розвиток псевдовипадкових числових генераторів, які були набагато швидші, ніж таблиці випадкових чисел, які раніше використовувалися для статистичної вибірки.

### Біологія
У біологічних системах представляють стохастичний «шум», щоб поліпшити рівень сигналу вестибулярного зв'язку. Було встановлено, щоб допомогти пацієнтам з діабетом, які перенесли інсульт. Багато біохімічних подій також піддаються стохастичному аналізу. Експресія генів, наприклад, має стохастичний компонент через молекулярні зіткнення — як під час зв'язування та розв'язування РНК-полімерази до промотора гена — за допомогою броунівського руху розчину.

### Медицина
Стохастичний ефект, або «випадковий ефект» є одним із способів класифікації радіаційних ефектів, який відноситься до випадкових, статистичного характеру пошкодження. На відміну від детермінованих ефектів, наприклад тяжіння, що не залежить від дози. Тільки ймовірність ефекту зростає з дозою.
Див. стохастична теорія кровотворення.

### Креативність
Симонтон (2003, Psych Бюлетень) стверджує, що творчість в науці (вчених) є обмеженою стохастичною поведінкою таким чином, що нові теорії у всіх науках, принаймні частково, є результатом випадкового процесу.

## Комп'ютерні науки
Трасування стохастичного променя застосовується завдяки методу Монте-Карло та алгоритму трасування променів комп'ютерної графіки. По суті, це є застосування методу Монте-Карло для 3D комп'ютерної графіки, і з цієї причини також називається стохастичним трасуванням променів.
Хоча більшість комп'ютерів є детермінованими машинами, їх складність робить детермінований аналіз неможливим. Отже, стохастичні судово-медичні експертизи аналізу комп'ютерної злочинності, розглядають комп'ютери як випадкові процеси.

## Музика
У музиці математичні процеси, засновані на ймовірності, можуть генерувати стохастичні елементи.
Випадкові процеси можуть бути використані в музиці, щоб скласти фіксовану частину або можуть бути отримані в роботі. Стохастична музика була вперше відкрита Янісом Ксенакісом, який ввів термін стохастична музика. Конкретними прикладами математики, статистики та фізики стосовно музичної композиції є використання статистичної механіки газів в Pithoprakta, статистичний розподіл точок на площині в Diamorphoses, мінімальні обмеження в Achorripsis, нормальний розподіл в ST / 10 і Atrées, Ланцюги Маркова в Analogiques, теорія ігор в поєдинок і Stratégie, теорія груп у Номос-альфа (Зігфріда Palm), теорії множин в Herma і Eonta, і броунівський рух в N'Shima. Ксенакіс часто використовує комп'ютери, виробляючи свої оцінки, такі як серія ST тому числі Morsima-Amorsima і Atrées. Раніше, Джон Кейдж та інші склали невизначену музику, яка створюється в результаті випадкових процесів, але не має строгої математичної основи (музика Кейджа про зміни, наприклад, використовує систему діаграм на основі Цзин).

## Передача кольору
Коли кольорові репродукції зроблені, зображення розділяється на складові кольору, взявши кілька фотографій, відфільтровані для кожного кольору. Один результат плівки або пластину представляє кожен із блакитного, пурпурного, жовтого і чорного кольорів. Традиційні екранні лінії, які з амплітудною модуляцією були проблемою з муару, але були використані доти, стохастичне растрування не стало доступним. Стохастичний (або частотної модуляції) точковий малюнок створює чітке зображення.

## Мова і лінгвістика
Недетерміновані підходи у вивченні мов багато в чому натхненні роботою Фердинанда де Сосюра, наприклад, в функціоналізмі лінгвістична теорія, яка стверджує, що компетентність заснована на продуктивності. Ця відмінність у функціональних теоріях граматики повинна ретельно відрізняти від умовно-дострокового звільнення відмінності. У міру того, лінгвістичні знання, що складаються з досвіду роботи з мовою, граматика стверджувала, що ймовірнісна і змінна, а не фіксована і абсолютна. Ця концепція граматики ймовірнісна і змінна випливає з ідеї, що змінюється характер його компетенції відповідно до переживання з мовою. Хоча ця концепція була оскаржена, вона також була покладений в основу сучасної статистичної обробки природної мови, а для теорій вивчення мови та зміни.

## Нафтові родовища
Стохастичні методи широко використовуються для оцінки невизначеності щодо прогнозів майбутніх показників нафтових і газових пластів.

## Бізнес

### Виробництво
Виробничі процеси передбачаються випадковими процесами. Це припущення значною мірою діє як для безперервних або періодичних технологічних процесів. Тестування і моніторинг процесу записується за допомогою контрольної діаграми процесу, як земельні ділянки, даний параметр управління процесом протягом довгого часу. Зазвичай десяток інших параметрів будуть відслідковуватися одночасно. Статистичні моделі використовуються для визначення граничних ліній, які визначають, коли коригувальні дії повинні бути зроблені з метою поставити процес назад в експлуатаційне вікно.
Цей же підхід використовується в сфері послуг, де параметри замінюють процеси, пов'язані з угодами про рівень обслуговування.

### Фінанси
Фінансові ринки використовують стохастичні моделі, що представляють, здавалося б, випадкову поведінку активів, таких як акції, сировинні товари, цін по відношенню валюті (тобто, ціна однієї валюти в порівнянні з іншою, наприклад, вартість долара США в порівнянні з євро), і відсоткові ставки. Потім ці моделі використовують кількісні аналітики оцінюють варіанти за цінами акцій і облігацій, а за процентними ставками, побачать моделі Маркова. Крім того, він знаходиться в центрі страхової галузі.

### Засоби масової інформації
Маркетинг і зміни руху глядацьких смаків та уподобань, а також запрошення і наукова привабливість деяких фільмів і телевізійних дебютів визначаються частково стохастичним моделюванням. Недавній замах на повторний бізнес-аналіз було зроблено японськими вченими і є частиною кінематографічної інфекції систем запатентованих женевськими медіа-холдингами, і таке моделювання використовується в зборі даних з моменту початкових оцінок Нільсона в сучасній студії і телебачення випробувань аудиторії.

## Подальше читання
- See the stochastic process of an 8-foot-tall (2.4 m). Probability Machine comparing stock market returns to the randomness of the beans dropping through the quincunx pattern на YouTube. from Index Funds Advisors IFA.com
- Formalized Music: Thought and Mathematics in Composition by Iannis Xenakis, ISBN 1-57647-079-2
- Frequency and the Emergence of Linguistic Structure by Joan Bybee and Paul Hopper (eds.), ISBN 1-58811-028-1/ISBN 90-272-2948-1 (Eur.)
- The Stochastic Empirical Loading and Dilution Model provides documentation and computer code for modeling stochastic processes in Visual Basic for Applications.